# Isa Mustafa
Isa Mustafa (né le 15 mai 1951 à Pristina) est un homme d'État kosovar, président de la Ligue démocratique du Kosovo (LDK) depuis 2010 et Premier ministre du Kosovo de 2014 à 2017. Il a été maire de Pristina de 2007 à 2013.

## Biographie

### Formation et vie professionnelle
Il est diplômé en sciences économiques de l'université de Pristina, dont il détient également un doctorat dans le même domaine. Entre 1974 et 1988, il y exerce des fonctions d'enseignement.

### Engagement politique
Politiquement engagé avant la chute du communisme, il rejoint en 1991 le gouvernement kosovar en exil de Bujar Bukoshi et Ibrahim Rugova en tant que ministre de l'Économie et des Finances. Il quitte ce poste après la guerre du Kosovo en 1999.
Il revient en politique en 2006, lorsqu'il est nommé conseiller économique du président Fatmir Sejdiu. Le 14 décembre 2007, Isa Mustafa devient maire de Pristina, poste qu'il conserve à la suite des élections locales de 2009.
Lors d'un congrès de la LDK, il défie Sejdiu pour la présidence du parti et l'emporte par 235 voix contre 124. Lors des élections locales de 2013, il est battu par Shpend Ahmeti, candidat d'Autodétermination (VV) et lui cède son poste le 26 décembre.

### Premier ministre
Le 8 décembre 2014, il est désigné Premier ministre par la présidente Atifete Jahjaga. Il entre en fonction le lendemain 9 décembre. 

### Vie privée
Il est marié, père de deux fils et une fille, et de confession musulmane.